# Hospital Vilardebó
El Hospital Vilardebó es un hospital psiquiátrico de Uruguay. El único especializado en psiquiatría en el país. Está ubicado en el barrio Reducto, sobre la Avenida Millán 2515.

## Historia

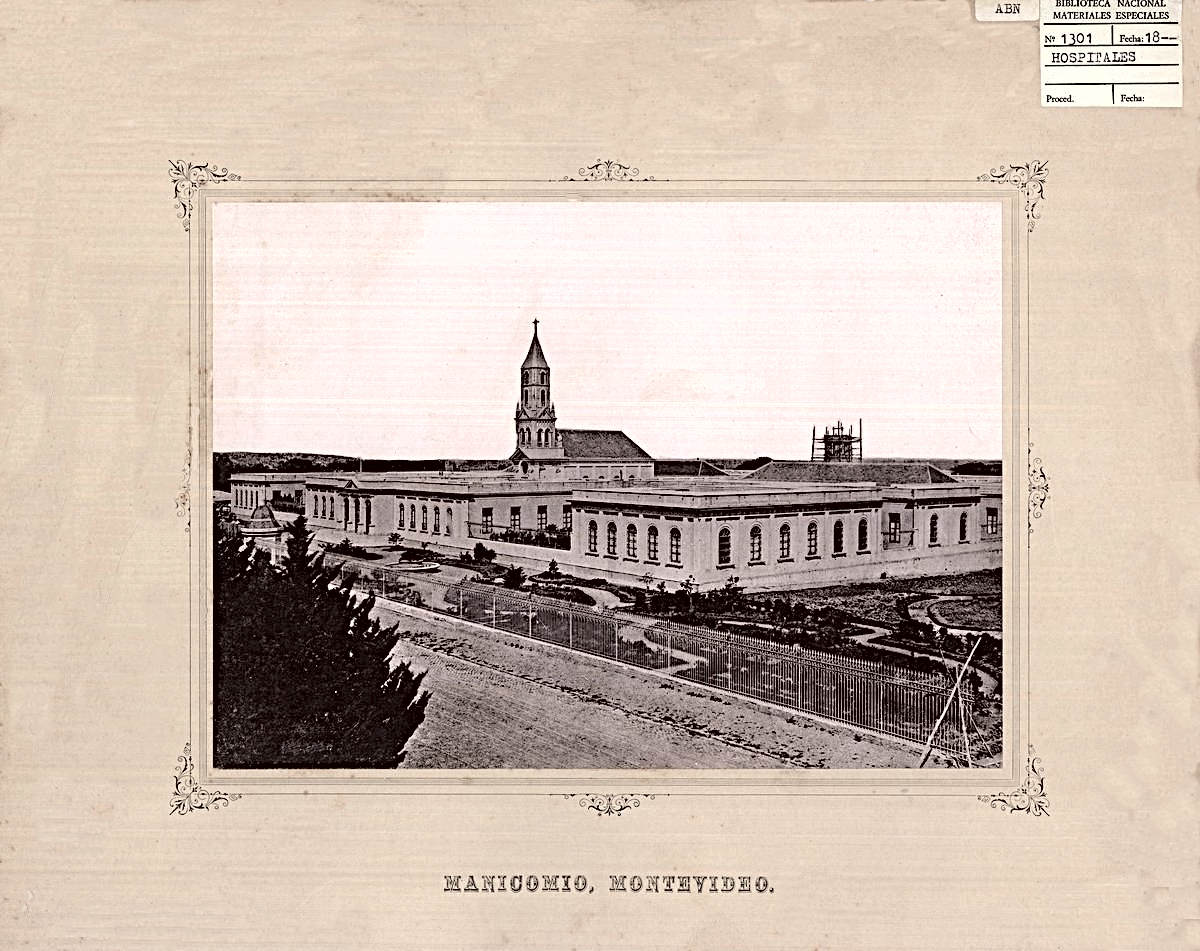
El entonces Manicomio Nacional en 1890

En 1876 comenzaron las obras de construcción del entonces Manicomio Nacional, el cual posteriormente sería rebautizado en honor a Teodoro Vilardebó, médico, naturalista e historiador. En sus comienzos el hospital fue considerado como uno de los mejores de América Latina; en 1915 el hospital llegó a tener 1500 pacientes internados.

## Principios del siglo XXI
El hospital se encuentra muy deteriorado, tanto en su servicio asistencial como también su edificio; en el hospital hay mucha humedad, áreas que se encuentran en ruinas, paredes y pisos rotos así como falta de medicamentos, camas, salas y de funcionarios. Además, la iglesia integrada a la estructura está prácticamente derruida. No obstante, en ocasión del Día del Patrimonio, el hospital abre sus puertas al público.
El establecimiento tiene servicio de emergencia, atención ambulatoria, policlínica y salas internas. Aproximadamente emplea 610 funcionarios, psicólogos, psiquiatras, asistentes sociales, administrativos, y guardias, entre otros.
El lugar cuenta con una huerta, mesas de ping-pong, 300 camas, y una radio comunitaria, Radio Villardevoz, miembro de A.M.A.R.C, producida y conducida por los propios internos. La emisora no forma parte   de la estructura del hospital, ya que es gestionada por una asociación civil sin fines de lucro, integrada por psicólogos, pacientes (internados y externados), y estudiantes de la Facultad de Psicología de la Universidad de la República. La radio cuenta con un canal en YouTube y la realización de pódcast.

## Pacientes
El promedio de edad de los pacientes es de 30 años, más de la mitad de los cuales llegan por orden judicial, 42% sufre esquizofrenia, 18% sufre depresiones y manías; también hay un alto porcentaje de pacientes adictos a la pasta base y la cocaína.
En marzo de 2016, la banda musical mexicana Maná realizó una donación al hospital.En abril de 2016, se produjo un motín que provocó múltiples destrozos.
Su actual directora es la doctora Graciela Alfonso.

## Críticas respecto a la atención médica
El Hospital Vilardebó ha sido objeto de críticas tanto por las condiciones físicas de sus instalaciones como por el desempeño de algunos de sus funcionarios. Los problemas estructurales del hospital se ven agravados por la actitud de muchos de sus funcionarios, quienes parecen estar "anquilosados" en sus puestos, sin mostrar un compromiso real con la mejora de la atención a los pacientes. Este tipo de burocracia genera un ambiente en el que algunas autoridades asumen un poder que no deberían tener, limitando el progreso en el tratamiento de las enfermedades mentales en Uruguay.
Existen testimonios de pacientes y familiares que denuncian la mala atención por parte de ciertos funcionarios, mientras que otros trabajadores sí se destacan por su dedicación y buen trato. Sin embargo, la disparidad en la calidad del servicio sigue siendo un obstáculo para mejorar la salud mental en el país.
Estas conductas no solo afectan la experiencia de los pacientes, sino que perpetúan un sistema de atención que se percibe como ineficiente y deshumanizado. La combinación de una infraestructura deteriorada, una atención irregular, y un aparato burocrático que frena los cambios necesarios, hace que la salud mental siga siendo relegada a un segundo plano en lugar de convertirse en una prioridad nacional. La falta de personal capacitado y de recursos suficientes contribuye a que el hospital funcione más como una "prisión" que como un centro de atención terapéutica.

## Micronarcosis. Terapia cuestionada por la INDDHH.
Una autocrítica recurrente del Hospital Vilardebó es el frecuente uso de micronarcosis como tratamiento. Este método, que implica sedaciones repetidas y profundas, se ha mantenido a pesar de los efectos secundarios significativos que conlleva, como la sedación excesiva, la reducción de las capacidades cognitivas y la falta de un enfoque en el tratamiento emocional de los pacientes.
En contraste, en muchos países como Alemania, Reino Unido y España, el uso de la micronarcosis ha sido ampliamente eliminado o restringido debido a su carácter invasivo y los problemas que puede generar a largo plazo. Estos países han optado por tratamientos más centrados en la terapia emocional y el trabajo con la causa subyacente de los problemas de comportamiento y salud mental, en lugar de depender tanto de la sedación farmacológica.
Este enfoque en el tratamiento de los síntomas y no en las causas emocionales que llevan a los pacientes a tener ciertas conductas sigue siendo una de las críticas más serias al sistema de salud no solo del Hospital Vilardebó, sino de la salud mental en Uruguay. El uso de métodos como la micronarcosis refleja una mentalidad más tradicional que no ha logrado adaptarse completamente a los avances en psiquiatría moderna, dejando a los pacientes vulnerables a un sistema que prioriza la contención sobre la curación.

## Renuncia de médicos por mala condiciones de trabajo
- En abril de 2020, médicos del hospital denunciaron un manejo desorganizado y cambiante, y que podrían renunciar en masa.
- En junio de 2022, los médicos denunciaron la falta de recursos, la suspensión de las visitas familiares y la restricción de actividades de recreación y rehabilitación.
- En julio de 2022, el Sindicato Médico del Uruguay (SMU) denunció que los psiquiatras renunciaron porque no soportan las condiciones de trabajo.
- En mayo de 2023, Paula Sarkissian renunció a la dirección del hospital por "temas personales". El médico psiquiatra Leonardo Hekimian fue designado como el nuevo director.[12]

## Salud mental y el uso de entornos naturales
Los ejemplos sobre las políticas de salud mental y el uso de entornos naturales en varios países provienen de una combinación de fuentes de políticas públicas
1. Inglaterra: Los programas como los de Woodleigh Care y otros centros de salud mental en el Reino Unido que integran la naturaleza se basan en investigaciones sobre los beneficios de la terapia hortícola. Estudios sobre la influencia de los jardines terapéuticos en la salud mental se encuentran en National Health Service (NHS) y publicaciones académicas en revistas como Journal of Psychiatric and Mental Health Nursing.
2. Suiza: La Clínica Clienia Littenheid es un ejemplo destacado de un centro psiquiátrico que utiliza el entorno natural como parte de su terapia. Se pueden consultar publicaciones en bases de datos médicas y psicológicas como PubMed y artículos de PsycINFO sobre la integración de la naturaleza en los tratamientos psiquiátricos.
3. Noruega: El concepto de friluftsliv está ampliamente documentado en estudios culturales y en políticas de salud pública noruegas. Los enfoques de salud mental que incorporan actividades al aire libre se pueden explorar en publicaciones como Scandinavian Journal of Public Health y a través de iniciativas gubernamentales noruegas.
4. Canadá y Australia: Estos países han desarrollado enfoques similares, y se pueden encontrar referencias a estos programas en publicaciones académicas, informes de salud pública y bases de datos como Scopus y ProQuest.